# Egon Scotland
Egon Scotland (Hagen, 7 ottobre 1948 – Sisak, 26 luglio 1991) è stato un giornalista tedesco, ucciso mentre copriva le guerre jugoslave.

## Biografia
Scotland lavorava per la Sueddeutsche Zeitung. Nel 1991 si recò in Jugoslavia, di cui era iniziata la dissoluzione per seguire la Guerra d'indipendenza croata.
Il 26 luglio 1991 Scotland e il reporter di Radio Schleswig-Holstein Peter Wüst si recarono a Glina, perché avevano saputo che alcuni giornalisti erano scomparsi. Lì la loro auto, chiaramente segnalata come  "stampa", fu bersagliata dalle truppe del comandante paramilitare serbo Dragan Vasiljković (soprannominato Capitano Dragan). Scotland fu colpito nell'addome e morì poco dopo in un ospedale a Sisak. Altri civili furono uccisi nella stessa imboscata.
Scotland era sposato con Christiane Schlötzer, anche lei giornalista. Poco dopo la sua morte i suoi colleghi fondarono l'associazione con sede a Monaco di Baviera Journalisten helfen Journalisten (letteralmente "I giornalisti aiutano i giornalisti", Jhl). La sua morte contribuì anche alla nascita della sezione tedesca di Reporter senza frontiere nel 1994.
Nel 2015 Dragan Vasiljkovic, con doppia cittadinanza serba e australiana, è stato estradato da Perth alla Croazia, dove nel 2017 è stato condannato a 15 anni di prigione per crimini di guerra, tra cui la morte di Scotland. Secondo Balkan Insight Vasiljkovic è stata l'unica persona a essere condannata per la morte di un giornalista nelle guerre nei Balcani.